# Літинський провулок
Літи́нський прову́лок — провулок у Дніпровському районі міста Києва, місцевість ДВРЗ. Пролягає від безіменного проїзду до Літинської вулиці до кінця забудови.

## Історія
Провулок виник на початку 2010-х років. Сучасна назва — з 2010 року.